# Bodony
Bodony é um município da Hungria, situado no condado de Heves. Tem 28,96 km² de área e sua população em 2015 foi estimada em 745 habitantes.